# Lysimachia remotiflora
Lysimachia remotiflora är en viveväxtart som beskrevs av C.M. Hu. Lysimachia remotiflora ingår i släktet lysingar, och familjen viveväxter. Inga underarter finns listade i Catalogue of Life.